# توموهیرو تاناکا
توموهیرو تاناکا (ژاپنی: 田中 智大؛ زادهٔ ۱۰ ژانویهٔ ۱۹۹۱) یک بازیکن فوتبال اهل ژاپن است.
از باشگاه‌هایی که در آن بازی کرده‌است می‌توان به باشگاه فوتبال گیفو، باشگاه فوتبال گاینار توتوری، باشگاه فوتبال بلاوبلیتز آکیتا و باشگاه فوتبال کاتالر تویاما اشاره کرد.